# Lottia pelta
Lottia pelta är en snäckart som först beskrevs av Martin Heinrich Rathke 1833.  Lottia pelta ingår i släktet Lottia och familjen Lottiidae. Inga underarter finns listade i Catalogue of Life.

## Bildgalleri

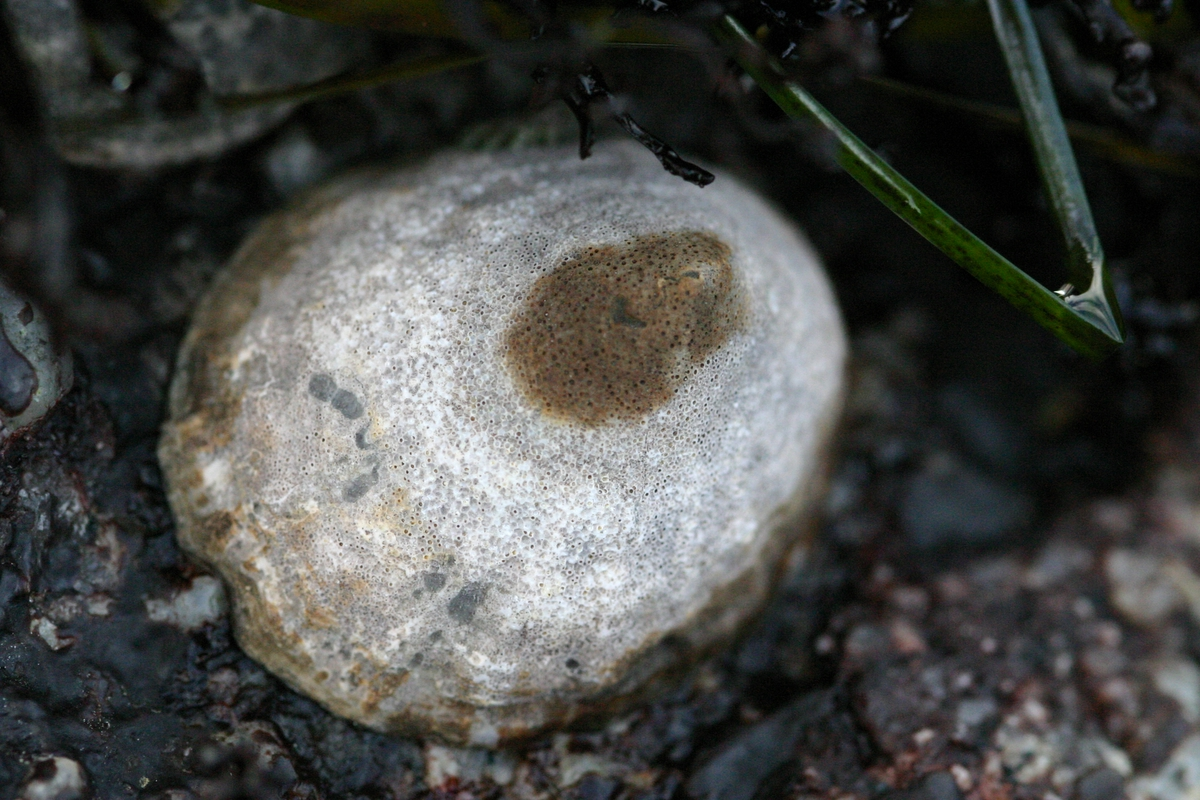
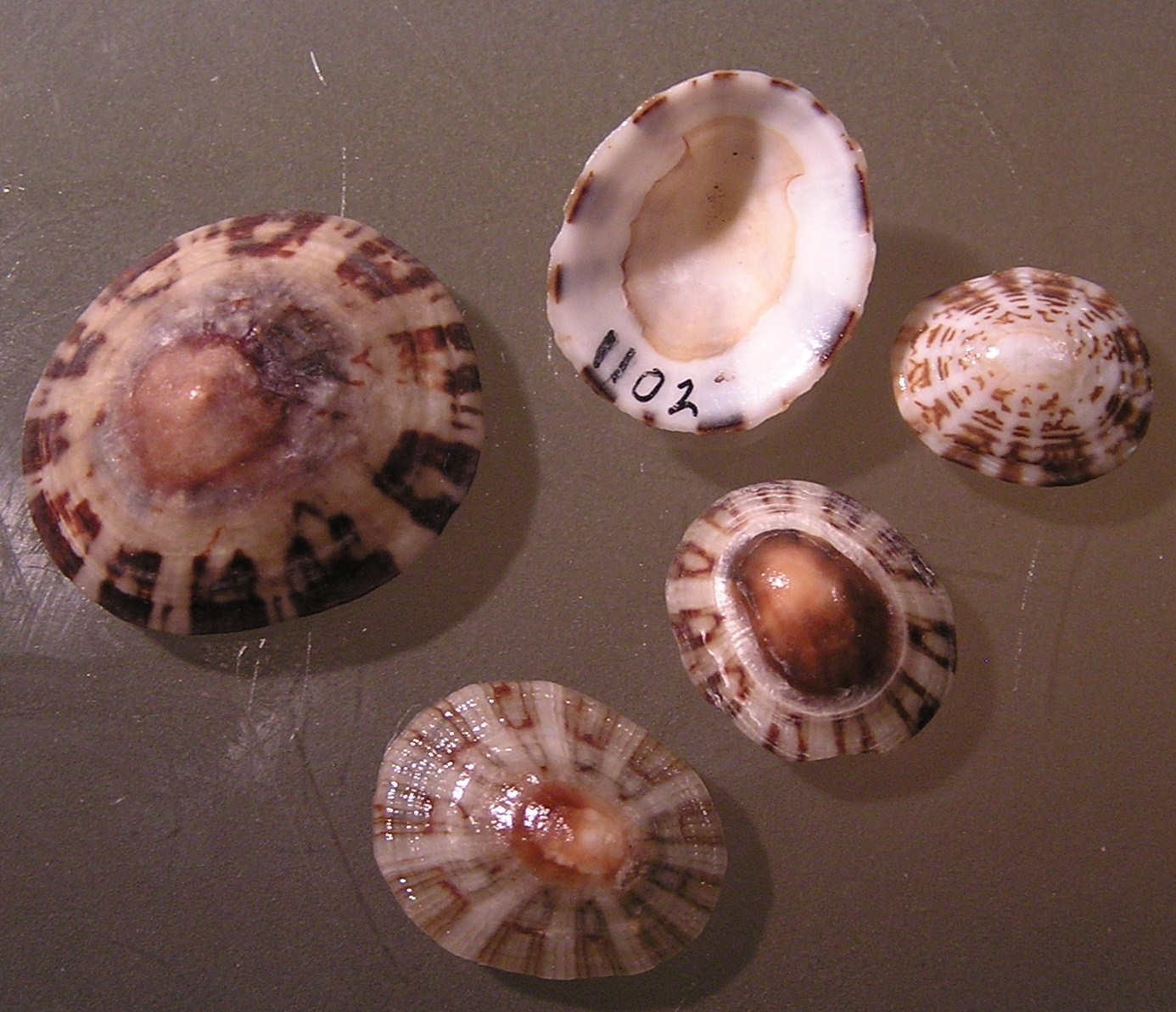
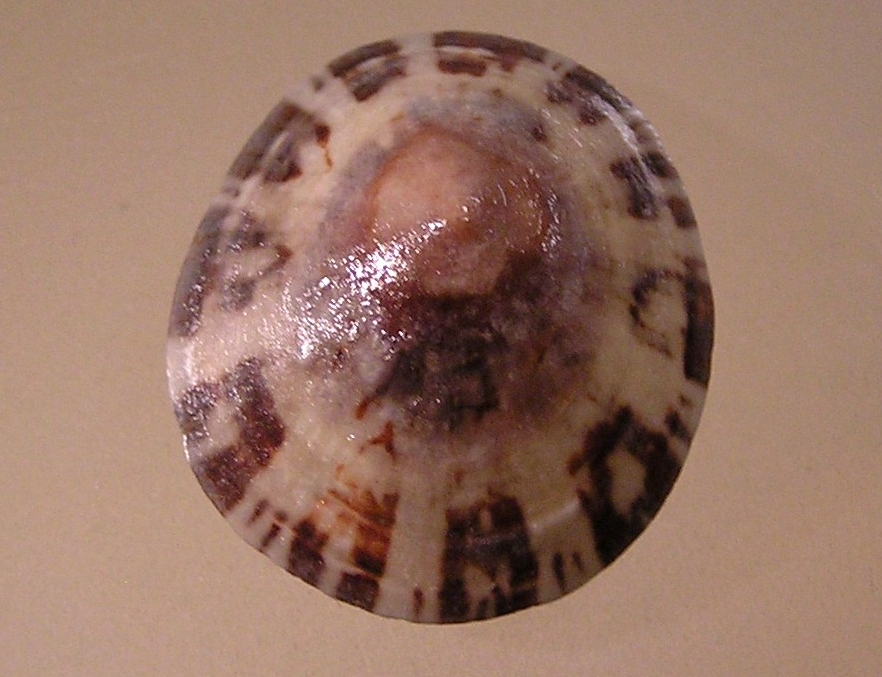
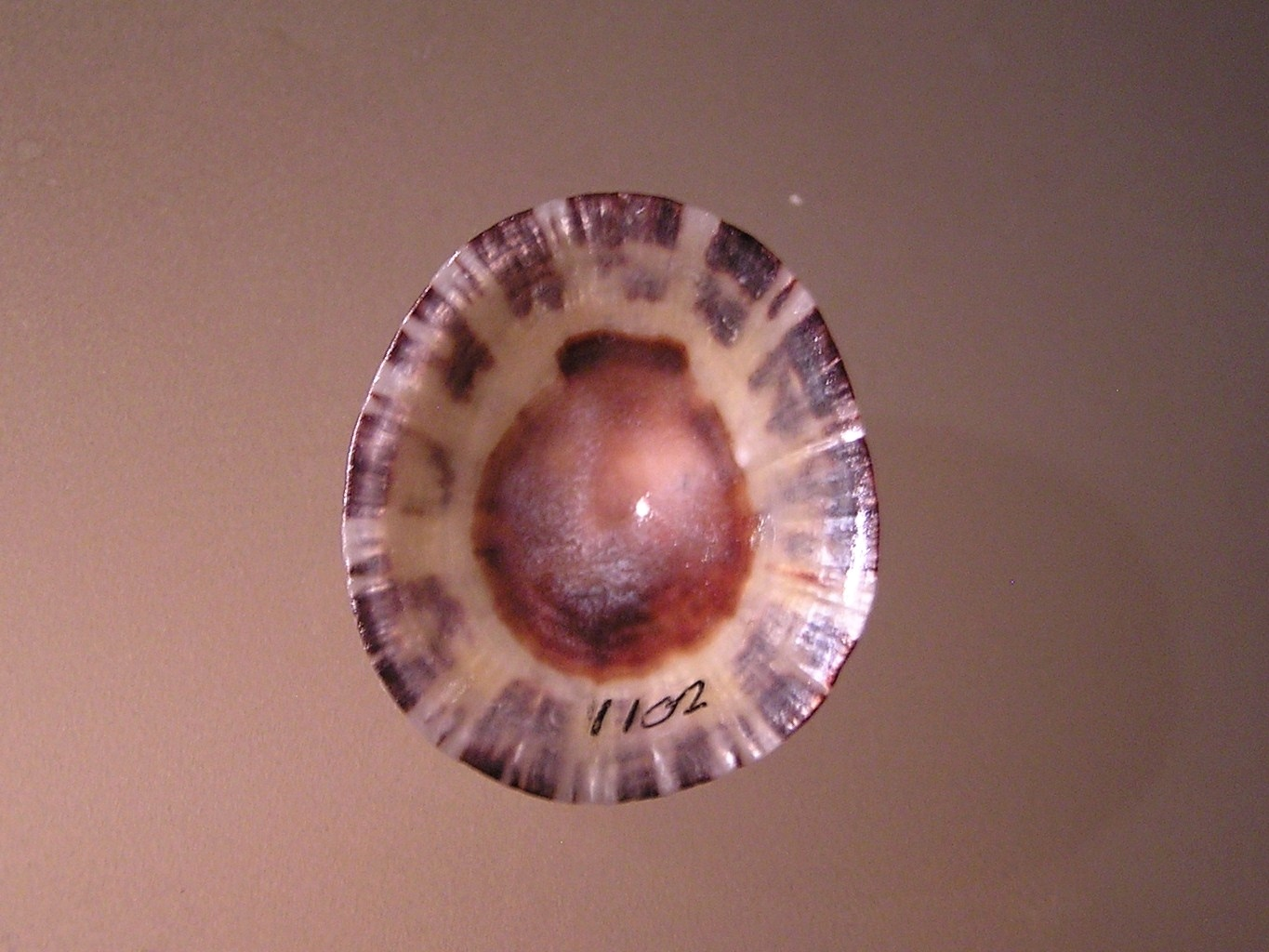